# Яновиці (Кольський повіт)
Яновиці (пол. Janowice, нім. Johannisdorf) — село в Польщі, у гміні Баб'як Кольського повіту Великопольського воєводства.
Населення — 148 осіб (2011).
У 1975-1998 роках село належало до Конінського воєводства.

## Демографія
Демографічна структура станом на 31 березня 2011 року:
|          | Загалом | Допрацездатний вік | Працездатний вік | Постпрацездатний вік |
| -------- | ------- | ------------------ | ---------------- | -------------------- |
| Чоловіки | 74      | 15                 | 51               | 8                    |
| Жінки    | 74      | 15                 | 39               | 20                   |
| Разом    | 148     | 30                 | 90               | 28                   |